# ۲۵ دلو
۲۵ دلو یک ستاره است که در صورت فلکی دلو قرار دارد.